# 10.5 cm leFH 18/1(Sf) auf Geschützwagen IVb
10.5 cm leFH 18/1(Sf) auf Geschützwagen IVb (Sd.Kfz. 165/1) – niemiecka haubica samobieżna z okresu II wojny światowej. Powstało tylko 8 pojazdów tego typu.
W 1941 roku w zakładach Kruppa powstał, wykorzystujący wiele podzespołów czołgu PzKpfw IV, prototyp działa samobieżnego uzbrojonego w haubice 105 mm. Działo samobieżne miało krótszy niż czołg kadłub mieszczący w tylnej części silnik Maybach HL66P o mocy 235 kW. Kadłub wykonany był z płyt pancernych o grubość 20 mm (przód kadłuba) 14,5 mm (boki, tył i strop kadłuba) oraz 10 mm (spód kadłuba). Układ jezdny składał się z trzech wózków jezdnych umieszczonych z każdej strony kadłuba. Każdy z wózków był wyposażony w dwa koła jezdne. Konstrukcja wózków była zbliżona do zastosowanych w PzKpfw IV, ale koła miały większą średnicę. Dodatkowo z każdej strony kadłuba znajdowało się koło napędowe (z tyłu), napinające (z przodu) i trzy rolki podtrzymujące gąsienicę.
Na kadłubie umieszczono wieże z działem. Wieża była odkryta od góry. Jej pancerz czołowy oraz maska działa miały grubość 20 mm, pancerz boczny i tylny 14,5 mm. Wieża miała ograniczony kąt obrotu pozwalający na prowadzenie ognia w sektorze 70°. W wieży była umieszczona haubica 10.5 cm leFH18/1 o długości lufy 28 kalibrów. Haubica była wyposażona w celownik SflZF/Rblf36. Kąt ostrzału w pionie od -10° do +40°. Zapas amunicji do działa był równy 60 naboi.
Zamówiono serię prototypową 8 dział Sd.Kfz. 165/1. Jednak po testach z produkcji pojazdów tego typu zrezygnowano. Uznano bowiem że działo tego rodzaju powinno mieć możliwość prowadzenia ognia w dowolnym kierunku,  oraz demontażu haubicy i użycia jej jako działa holowanego. W celu spełnienia tych wymagań rozpoczęto prace nad pojazdem o nazwie 10.5 cm leFH 18/1 auf Waffenträger GW IV b (który ostatecznie także pozostał prototypem), a jako rozwiązanie przejściowe przyjęto do uzbrojenia haubicę leFH 18/2 auf Fgst PzKpfw II(Sf).
Wyprodukowane Sd.Kfz. 165/1 zostały użyte bojowo podczas walk na terenie ZSRR. Wojny nie przetrwał żaden z nich.